# AI-83
La AI-83 ó Vial urbana "Acceso al Puerto de Avilés" es una carretera urbana, catalogada como un vial o ramal desde la carretera nacional N-632 y en única calzada con carril bidireccional, de 1,8 km de longitud en entorno urbano y dependiente del Ministerio de Transportes, Movilidad y Agenda Urbana, que une el enlace del Hospital de San Agustín (N-632) con el Puerto de Avilés.
En un principio, este proyecto consiste de que solo construirá una única calzada con carril bidireccional. Actualmente esta pendiente de la licitación del estudio informativo y la declaración de impacto ambiente.

## Tramos
| Denominación | Tramo                                                                | Estado (2025)                                                                | Longitud (km) |
| ------------ | -------------------------------------------------------------------- | ---------------------------------------------------------------------------- | ------------- |
|              | puerto de Avilés - Hospital Universitario San Agustín (Avilés) N-632 | En redacción de estudio informativo (pendiente DIA y licitación de proyecto) | 1,8           |
|              | Hospital Universitario San Agustín (Avilés) N-632 - Molleda A-8      | Pendiente de estudio informativo                                             | 2             |